# Lamourouxia dasyantha
Lamourouxia dasyantha är en snyltrotsväxtart som först beskrevs av Adelbert von Chamisso och Schltdl., och fick sitt nu gällande namn av W.R. Ernst. Lamourouxia dasyantha ingår i släktet Lamourouxia och familjen snyltrotsväxter. Inga underarter finns listade i Catalogue of Life.